# Charles Augustus FitzRoy
Pour les articles homonymes, voir Fitzroy.
Charles Augustus FitzRoy (né le 10 juin 1796 dans le Derbyshire – mort le 16 février 1858 à Londres), est un officier noble britannique qui occupe plusieurs postes de commandements dans les colonies britanniques.

## Biographie
Charles est le premier fils du général Lord Charles FitzRoy (1764-1829) et de Frances Mundy. Son grand-père, Augustus FitzRoy, 3e duc de Grafton fut Premier Ministre de Grande-Bretagne de 1768 à 1770.
Son demi-frère, Robert FitzRoy est un des premiers météorologues et un cartographe. Il commande l'"HMS Beagle" avant d'être nommé gouverneur de Nouvelle-Zélande.
Charles FitzRoy fait ses études à la Harrow School à Londres avant de recevoir une affectation dans le régiment des "Royal Horse Guards" à l'âge de 16 ans. Peu avant son 19e anniversaire, son régiment prend part à la bataille de Waterloo où il est blessé. Il va ensuite au Canada avec le duc de Richmond en 1818. Le 11 mars 1820, il épouse Lady Mary Lennox (fille du duc de Richmond) peu après sa promotion au grade de capitaine. En 1825, il est promu lieutenant-colonel et nommé vice-adjudant-général de la colonie du Cap.
FitzRoy est élu député britannique en 1831.
Sir Charles est nommé huitième Lieutenant-Gouverneur de l'Île-du-Prince-Édouard le 31 mars 1837 et fait chevalier juste avant son départ. Il revient au Royaume-Uni en 1841 et est nommé peu après gouverneur des Îles du Vent aux Antilles jusqu'en 1845.
Sir Charles est ensuite nommé dixième gouverneur de Nouvelle-Galles du Sud par Lord Stanley en 1845. FitzRoy remplace Sir George Gipps comme gouverneur. Ce dernier avait été un chef énergique mais s'était attiré l'animosité de beaucoup de colons. C'est pour son caractère plus affable que Fitzroy est choisi afin de ramener le calme. FitzRoy, sa femme et son fils George arrivent dans la colonie à bord du « HMS Carysfort » le 2 août 1846. Peu après son arrivée, on lui demande d'user de son influence pour annuler une ordonnance imposant une taxe de 15 % en Tasmanie pour les produits venant de Nouvelle-Galles du Sud. Fitzroy propose au gouvernement britannique de faire nommer un haut fonctionnaire qui devrait étudier toutes les mesures décidées par les gouvernements locaux avant qu'elles lui soient soumises pour approbation. Pendant les longues discussions sur la séparation du district de Port Phillip (le futur Victoria), Fitzroy agit avec beaucoup de mesure et favorise l'organisation des assemblées. Le besoin de la création d'une fédération entre les différents états est reconnue et un premier pas est fait dans ce sens en le nommant Gouverneur-général des différentes colonies australiennes. Sous sa direction sont prises de grandes mesures pour le développement du pays : arrêt de l'envoi des bagnards, création de l'Université de Sydney, installation d'une annexe de la Monnaie britannique et nomination d'un gouvernement responsable devant le Parlement. En 1847, Fitzroy assure pendant un certain temps le poste de Gouverneur de l'Australie du Nord en lieu et place de son adjoint.
Après seize mois, la femme de Sir Charles, Mary est tuée dans un accident de voiture le 7 décembre 1847.
En 1851, il donna à une ville de Nouvelle-Galles du Sud, le nom de Grafton en l'honneur de son grand-père. Le 28 janvier 1855 il repart au Royaume-Uni et il meurt à Londres le 16 février 1858 à l'âge de 61 ans.